# Procalcitonin và bệnh viêm não
"Phân biệt giữa viêm màng não vi khuẩn và viêm màng não nước trong tại phòng Cấp cứu có thể giúp giới hạn việc sử dụng kháng sinh và nhập viện không cần thiết. Tuy nhiên, do những hậu quả của việc chẩn đoán chậm trễ của viêm màng não vi khuẩn có thể rất trầm trọng, bất kỳ phương tiện chẩn đoán đề nghị nào cũng phải đạt được độ nhạy 100%".

	Kết quả phân tích bao gồm 198 bệnh nhân từ 1 tháng tuổi đến 16 tuổi. 96 bệnh nhân (48%) bị viêm màng não vi khuẩn và 102 (52%) bệnh nhân bị viêm màng não nước trong.
	Nồng độ procalcitonin cao hơn một cách có ý nghĩa so với các chỉ số sinh học khác (p=0,001). Nồng độ procalcitonin 0,5 ng/mL hoặc cao hơn có độ nhạy 99% và độ đặc hiệu 83% để xác định viêm màng não vi khuẩn.
	Mặc dù độ nhạy và độ đặc hiệu của CRP, nồng độ protein trong dịch não tủy và số lượng bạch cầu trung tính trong dịch não tủy cũng tốt, chúng có ý nghĩa thấp hơn so với procalcitonin.
NGUỒN
1. François Dubos; Bartosz Korczowski; Denizmen A. Aygun; Alain Martinot; Cristina Prat; Annick Galetto-Lacour; Juan Casado-Flores; Erdal Taskin; Francis Leclerc; Carlos Rodrigo; Alain Gervaix; Sandrine Leroy; Dominique Gendrel; Gérard Bréart; Martin Chalumeau. Serum Procalcitonin Level and Other Biological Markers to Distinguish Between Bacterial and Aseptic Meningitis in Children: A European Multicenter Case Cohort Study. Archives of Pediatrics & Aldolescent Medicine. 2008; 162: 1157-1163.